# جيمس بي. ديكمان
جيمس بي. ديكمان (بالإنجليزية: James B. Dickman)‏ هو مصور وصحفي أمريكي، ولد في 1949.